# Жидкокристаллический телевизор
Жидкокристаллический телевизор (сокращённо ЖК ТВ; англ. liquid-crystal display television, сокращённо liquid-crystal display TV)  — это плоский телевизор с матрицей на основе жидких кристаллов, которая требует подсветки. Подсветка жк-матрицы может осуществляться люминесцентными лампами с холодным катодом (Cold Cathode Fluorescent Lamp, CCFL) или светодиодами (светодиодная, LED-подсветка). В первом случае телевизоры называют LCD-телевизорами (liquid crystals display). Во втором — LED-телевизорами.
Начиная с 2007 года ЖК-телевизор является наиболее широко производимым и продаваемым типом телеприёмника.

## История
В 1984 году был выпущен первый цветной карманный ЖК-телевизор — 2,1-дюймовый Epson ET-10.
В 2014 году начались продажи телевизоров с разрешением 4К.

## Устройство LED-дисплея
Поставщиками жидкокристаллических панелей для изготовления телевизоров являются китайская компания BOE Technology, LG Display, тайваньская компания Innolux Corporation, Samsung.

## Технические характеристики
При покупке телевизора нужно обращать внимание на следующие характеристики:
- тип жк-матрицы,
- тип подсветки,
- размер диагонали,
- разрешение экрана,

Существует несколько стандартов цифрового видео: Full HD, 2K, 4K, 8K.
- угол обзора,
- контрастность (отношение яркостей самой светлой и самой тёмной точки),
- время отклика матрицы ЖК-дисплея,
- яркость.

## Технологии
Для достижения высокого динамического диапазона и улучшения контрастности в LED TV применяются несколько технологий.
Dynamic Contrast Ratio (DCR) — динамическая контрастность
Технология позволяет изменять яркость экрана или его части в зависимости от содержания демонстрируемой в данный момент сцены за счет изменения яркости подсветки.
Local Dimming — локальное затемнение
Технология позволяет затемнять отдельные области экрана, чтобы выявить детали в тёмных сценах и достичь более глубокого чёрного цвета. Система анализирует изображение и управляет светодиодами, включая и выключая их, таким образом изменяя яркость определённых зон экрана. Все светодиоды поделены на группы. Число зон может доходить до нескольких сотен (например, у Samsung до 600).
Как и подсветка, локальное затемнение может быть краевое или матричное (Full-Array Local Dimming, FALD).
У разных производителей данная технология называется по-разному:
- Micro Dimming, Micro Dimming Ultimate — Samsung,
- Local Dimming — Panasonic,
- Edge LED — Sony,
- Edge — LG,
- Local Dimming — Toshiba.

Технология HDR (high dynamic range, высокий динамический диапазон)
Так как бесконечное увеличение разрешения не обеспечивает кардинального улучшения качества изображения, была разработана технология HDR, расширяющая контрастность и цветовую палитру. Существует несколько стандартов HDR: HDR10, HDR10+, HLG (Hybrid Log Gamma), Technicolor Advanced HDR, Dolby Vision.